# Alicia Ziegler
Alicia Ziegler (* 2. Mai 1981 in Oxnard, Ventura County, Kalifornien) ist eine US-amerikanische Schauspielerin, Bodybuilderin und Model.

## Leben
Ziegler wurde am 2. Mai 1981 in Oxnard geboren und wuchs in einem Vorort von Los Angeles auf. Als Teenagerin erhielt sie erste Aufträge als Model. Sie machte von 1999 bis 2001 ihren Bachelor of Fine Arts an der Chapman University im Fachbereich Filmproduktionen. Während den Internationalen Filmfestspielen von Cannes stellte sie Verbindungen zur William Morris Agency her, wo sie ein Praktikum absolvierte. Sie belegte außerdem ein Auslandsstudium in Costa Rica. An der Hawthorn University erhielt sie ihren Master of Science in Gesundheits- und Ernährungserziehung. Außerdem erwarb sie ein Zertifikat als Certified Strength and Conditioning Specialist an der International Sports Science Association. Sie beteiligt sich an Spendenläufen für Brustkrebsorganisationen und arbeitet als Beraterin für Kinder mit Herzerkrankungen im Rahmen der Camp Del Corazon Organisation.
Ab 2001 machte Ziegler ihre ersten Schritte als Fernsehschauspielerin als Darstellerin von Episodenrollen in verschiedenen Fernsehserien. 2005 wirkte sie in den Filmen Jane Doe: The Wrong Face und Heroes and Villains mit. 2007 erhielt sie als Kerri eine größere Rolle in dem Tierhorrorfernsehfilm Lake Placid 2. Im Folgejahr war sie in fünf Episoden der Fernsehserie Wildfire in der Rolle der Laura Nichols zu sehen. 2009 mimte sie in College Animals 4 die Rolle der Jennifer. 2011 spielte sie die weibliche Hauptrolle der Jess in Wolf Town. 2013 wirkte sie in den Low-Budget-Filmen Jurassic Attack und Deadly Revenge mit.

## Gesundheit
Ziegler ernährt sich vegan und begründet dies mit der Produktionsweise von Fleisch. Zudem ist sie Ernährungsberaterin und betreibt aktiv Crossfit. Sie betreibt seit mehreren Jahren erfolgreich Bodybuilding und ist in der Szene als Alicia „Diesel“ Ziegler bekannt.

## Filmografie (Auswahl)
- 2001: Die wilden Siebziger (That ’70s Show, Fernsehserie, Episode 4x08)
- 2003: CSI: Miami (Fernsehserie, Episode 1x21)
- 2003: Die Parkers (The Parkers, Fernsehserie, Episode 5x03)
- 2003: Cold Case – Kein Opfer ist je vergessen (Cold Case, Fernsehserie, Episode 1x07)
- 2004: Quintuplets (Fernsehserie, Episode 1x18)
- 2005: Jane Doe: The Wrong Face (Fernsehfilm)
- 2005: Hot Properties – Gut gebaut und noch zu haben (Hot Properties, Fernsehserie, Episode 1x02)
- 2005: Wrigleyville (Fernsehserie)
- 2005: Heroes and Villains
- 2006: Campus Ladies (Fernsehserie, Episode 1x03)
- 2006: Cold Case – Kein Opfer ist je vergessen (Cold Case, Fernsehserie, Episode 3x17)
- 2006: The New Adventures of Old Christine (Fernsehserie, Episode 1x05)
- 2006: Criminal Minds (Fernsehserie, Episode 1x20)
- 2006: Shark (Fernsehserie, Episode 1x05)
- 2007: CSI: NY (Fernsehserie, Episode 3x14)
- 2007: Lake Placid 2 (Fernsehfilm)
- 2007: Two Nights (Kurzfilm)
- 2008: Wildfire (Fernsehserie, 5 Episoden)
- 2008: Bones – Die Knochenjägerin (Bones, Fernsehserie, Episode 3x10)
- 2008: Legacy
- 2008: Dan’s Detour of Life (Fernsehfilm)
- 2009: Castle (Fernsehserie, Episode 1x04)
- 2009: The Last Hurrah
- 2009: College Animals 4 (Frat Party)
- 2010: After the Fall (Fernsehfilm)
- 2011: Navy CIS (NCIS, Fernsehserie, Episode 8x21)
- 2011: Wolf Town
- 2011: Beautiful Wave
- 2012: Parenthood (Fernsehserie, 2 Episoden)
- 2012: Dr. Dani Santino – Spiel des Lebens (Necessary Roughness, Fernsehserie, Episode 2x02)
- 2013: Hawaii Five-0 (Fernsehserie, Episode 3x14)
- 2013: Jurassic Attack
- 2013: Deadly Revenge (Fernsehfilm)
- 2014: Hide and Go Seek
- 2015: Rizzoli & Isles (Fernsehserie, Episode 6x09)
- 2016: Framed: The Adventures of Zion Man (Kurzfilm)
- 2019: The Ex Next Door
- 2020: The Encounter (Fernsehserie, Episode 2x03)
- 2020: Law Law Land the Series (Fernsehserie, 2 Episoden)
- 2021: Two Yellow Lines
- 2022: Romeo and Juliet Killers
- 2017: S.W.A.T. (Fernsehserie, Episode 5x17)
- 2023: Echo Base